# Gilliam (Luisiana)
Gilliam es una villa ubicada en la parroquia de Caddo en el estado estadounidense de Luisiana. En el Censo de 2010 tenía una población de 164 habitantes y una densidad poblacional de 31,58 personas por km².

## Geografía
Gilliam se encuentra ubicada en las coordenadas 32°49′44″N 93°50′36″O / 32.82889, -93.84333. Según la Oficina del Censo de los Estados Unidos, Gilliam tiene una superficie total de 5.19 km², de la cual 5.19 km² corresponden a tierra firme y (0%) 0 km² es agua.

## Demografía
Según el censo de 2010, había 164 personas residiendo en Gilliam. La densidad de población era de 31,58 hab./km². De los 164 habitantes, Gilliam estaba compuesto por el 58.54% blancos, el 38.41% eran afroamericanos, el 0% eran amerindios, el 0% eran asiáticos, el 0% eran isleños del Pacífico, el 0% eran de otras razas y el 3.05% pertenecían a dos o más razas. Del total de la población el 0% eran hispanos o latinos de cualquier raza.